# Pierre-Paul Grassé
Pierre-Paul Grassé (Périgheux, Dordonya, 27 de novembre 1895 - París 9 de juliol 1985) va ser un biòleg, zoòleg, i paleontòleg francès, autor de més de 300 publicacions, entre les quals destaca un important tractat de Zoologia.

## Carrera
Doctor en Ciències Biològiques, va ser ajudant a la Universitat de Montpeller (1920), i professor a la Universitat de Clarmont (1929) i en la Facultat de Ciències de la Universitat de la Sorbona a París (1937), on el 1941 va passar a ser titular de la càtedra d'Evolució dels Éssers Organitzats. Va col·laborar activament en la creació de diversos centres de recerca al seu país i a l'estranger, així com en diverses revistes científiques. Va tenir una doble especialitat zoológica, ja que la seva vida la va dividir entre el cultiu de la protozoología i l'entomologia, publicant nombrosos treballs sobre protozous i sobre insectes socials.
Entre els seus principals treballs científics figuren:
- La posada de manifest, per primera vegada —mitjançant el microscopi electrònic—, de la ultraestructura dels cromosomes i de l'aparell de Golgi, i de la duplicació a distància, a partir d'un model, dels centríols i de l'aparell de Golgi
- L'estudi de l'estructura i ultraestructura dels protozous
- L'anàlisi de la pleuromitosi
- El descobriment de l'efecte de grup
- El descobriment de la regulació social
- El descobriment de la doble simbiosi fong-protozou
- L'elaboració de la teoria de la Estigmergia

## Publicacions selectes
- Parasites et parasitisme. 224 pàg. 1934
- Précis de Biologie Animale. viii + 1016 pàg. – 2a edició revisada el 1939, 3a edició el 1947, 4a edició el 1948, 5a edició el 1957, 6ª edició el 1962, 7ª edició el 1966. Amb Max Aron, 1935
- Précis de Biologie Generale. Amb Etienne Wolff, 1958
- Traité de Zoologie (fundador, director i redactor parcial; 35 volums apareguts des de 1948)
- La vie (adreça i redacció parcial, 1960)
- Zoologie. Amb A. Tétry, dos vols. Gallimard (Paris), col·lecció enciclopèdica de la Pléiade: xx + 1244 pàg. & xvi + 1040 pàg. 1963
- La vie des animaux. Adreça i redacció parcial, 1968
- Le plus beau Bestiaire du monde. 1969
- Toi, ce petit dieu. 1971
- L'Evolution du vivant, matériaux pour une nouvelle théorie transformiste. 1973 - (una crítica del darwinisme)
- Biologie moléculaire, mutagenèse et évolution. 1978. Masson, París : 117 pàg. ISBN 2-225-49203-4
- L'Homme en accusation : de la biologie à la politique. 1980. Albin Michel, París : 354 pàg. ISBN 2-226-01054-8
- Termitologia. Vol. I: Anatomie Physilogie Reproduction, 676 pàg.; Vol. II: Fondation des Sociétés Construction, 613 pàg.; Vol. III: Comportement Socialité Écologie Évolution Systématique. 715 pàg. 1982-1986. París: Masson.

## Algunes obres editades a Espanya
- Grassé, Pierre Paul (1988). El hombre, ese dios en miniatura. Ediciones Orbis, S.A. ISBN 978-84-7634-188-9.
- - (1985). Zoología. Tomo 1. Invertebrados. Masson, S.A. ISBN 978-84-311-0200-5.
- - (1984). Evolución de lo viviente. Hermann Blume. ISBN 978-84-7214-290-9.
- - (1982). Manual de Zoología. Tomo 1. Invertebrados. Masson, S.A. ISBN 978-84-311-0307-1.
- - (1982). Manual de Zoología. Tomo 2. Vertebrados. Masson, S.A. ISBN 978-84-311-0308-8.
- - (1980). Zoología (Vertebrados tercera parte) (Tomo 4). Masson, S.A. ISBN 978-84-311-0270-8.
- - (1978). Zoología. (Vertebrados, segunda parte) (Tomo 3). Masson, S.A. ISBN 978-84-311-0233-3.
- - (1977). Evolución de lo viviente. Hermann Blume. ISBN 978-84-7214-126-1.
- - (1977). El hombre ese Dios en miniatura. Hermann Blume. ISBN 978-84-7214-123-0.
- - (1970). Biología general. Masson, S.A. ISBN 978-84-311-0031-5.
- - (-). Zoología. Masson, S.A. ISBN 978-84-311-0199-2.

## Honors
- membre de l'Acadèmia Francesa de les Ciències el 29 de novembre de 1948 (secció d'anatomia i zoologia i el 1976 de la secció de biologia animal i vegetal). El 1967 va ser nomenat President d'aquesta Acadèmia.